# La piscina (Hubert Robert)
La piscina de baño (en francés: Le Bassin de baignade) es un óleo sobre lienzo realizado entre 1777 y 1780 por el pintor francés Hubert Robert. Encargado originalmente para el cuarto de baño del Château de Bagatelle, ahora se encuentra en la colección del Museo Metropolitano de Arte de la ciudad de Nueva York.

## Origen
La piscina es una de las seis pinturas que Carlos Felipe, conde de Artois (1757–1836) encargó a Robert en 1777. Los cuadros eran para el baño del Château de Bagatelle. Las seis pinturas representan generalmente lugares italianos. La piscina, que data de 1777–1780, se hizo como colgante de Una esquina de la corte en la capital.

## Tema y composición
La escena representa un templo circular abierto en el bosque con una antigua estatua de Venus en el centro. El edificio en ruinas está flanqueado por árboles y tiene un conjunto de escaleras que descienden conduciendo a una piscina amplia, donde el agua fluye desde cuatro fuentes. Las fuentes más alejadas de los lados están decoradas con estatuas en la parte superior: a la izquierda, una de Venus sentada, y a la derecha, Mercurio atándose las sandalias. Un grupo borroso de seis mujeres vestidas con ropa del siglo XVIII se encuentra en lo alto de las escaleras. Abajo a la izquierda, junto a la estatua de Venus, una mujer sentada en camisa tras el baño se seca los pies frente a una criada, que espera con la bolsa con su ropa. En la piscina, dos mujeres desnudas chapotean en las aguas poco profundas.

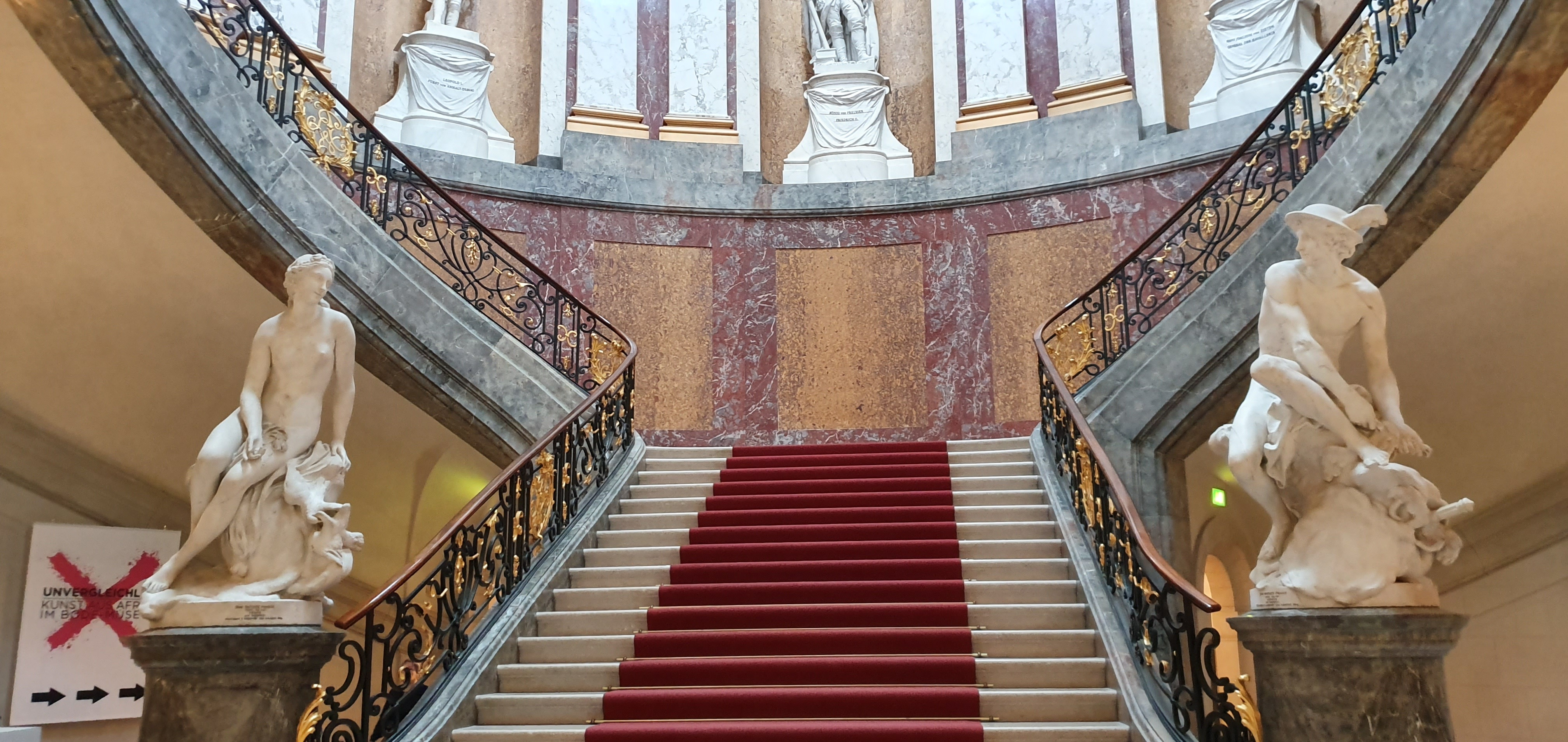
Las estatuas de Venus y Mercurio se basan en esculturas de Jean-Baptiste Pigalle.

La apariencia del templo probablemente esté inspirada en el Templo de Vesta en Tívoli, el Macellum de Pozzuoli (entonces se pensaba que era un templo de Júpiter Serapis), y posiblemente el Tempietto de Donato Bramante en San Pietro in Montorio. La estatua central se basa en un modelo antiguo, y las de los lados se basan en esculturas de Jean-Baptiste Pigalle (1714-1785). La mujer secándose sigue una pintura de François Boucher (1703–1770). Los desnudos se inspiraron en Claude Joseph Vernet (1714–1789), quien había poblado vistas marinas italianas atemporales con mujeres desnudas.

## Análisis
La pintura representa un lugar imaginario con visitantes contemporáneas. Tiene elementos decididamente modernos, como las figuras dieciochescas, una mujer que señala la estatua como una turista y en los escalones un par de modernos zapatos rosas pertenecientes a una de las bañistas. Las alusiones contemporáneas hacen atípica la desnudez; Las pinturas del siglo XVIII normalmente restringían la desnudez a temas mitológicos y alegóricos.
En su libro de 2006 Lógicas de los mundos, el filósofo posmarxista Alain Badiou analizó la pintura como un ejemplo de cómo el "ensamblaje pictórico" se trata fundamentalmente de "distribuir identidades y diferencias". Vio la composición de templo, mujeres, estatuas y agua como "una sutil red trascendental de identidades", exaltada por "diferencias figurativas", que ubican la pintura en el neoclasicismo. Badiou concluyó que "el mundo" de la pintura es la unión entre el erotismo rococó del siglo XVIII y el prerromanticismo. Finalmente, utilizó las correspondencias entre las estatuas y los grupos de mujeres, los troncos cruzando en primer plano y el claro al fondo abajo a la izquierda, para argumentar que la existencia es meramente una categoría fenoménica.

## Procedencia
Las seis pinturas permanecieron en el Château de Bagatelle hasta 1808, cuando la Administration des Domaines de Napoleón las vendió en subasta a Jacques-Nicolas Brunot. Brunot las vendió a Pierre Justin Armand Verdier, conde de Flaux. Estuvieron en el Château de Flaux hasta 1910-1911, cuando J. P. Morgan las compró a través de Maurice de Verneuil. Morgan las prestó al Museo Metropolitano de Arte desde mayo de 1912 y los herederos de Morgan las regalaron al museo en 1917. Formaron parte de la exposición Œuvres d'Hubert Robert en la Galerie Thos de París del 12 al 30 de marzo de 1912, prestadas por Morgan.

## Otras lecturas
- Baillio, Joseph (1992). «Hubert Robert's Decorations for the Château de Bagatelle». Metropolitan Museum Journal 27: 149-182. ISSN 0077-8958. doi:10.2307/1512941.
- Baillio, Joseph (1995). «Addendum to 'Hubert Robert's Decorations for the Château de Bagatelle'». Metropolitan Museum Journal 30: 103. ISSN 0077-8958. doi:10.2307/1512954.

- Datos: Q20167269